# チャールズ・ウィリアム・ジェフリーズ
チャールズ・ウィリアム・ジェフリーズ（英語: Charles William Jefferys, 1869年8月25日 - 1951年10月8日）は、カナダの画家、イラストレーター、著作家、絵画教師である。

## 来歴
1869年、イングランドのロチェスター生まれ、1951年10月8日にトロントで没。カナダの五大伝説的芸術家の1人であり（他にA・H・ハイダー、J・D・カリー、アーサー・ヘミング、オーウェン・ステイプルズ）、カナダ史の出来事を呼び起させる作品にかけて、異彩を放っていた。また、単に絵を量産するだけではなく、かれらなりの独自の雰囲気を漂わせていた。
1889年に新聞の挿絵画家として仕事を始め、風刺画中心の定期刊行誌『ザ・ムーン』を刊行する。1910年にはトロント・スター・ウィークリーのアートディレクターとなった。その後フリーに転向。1911年から1939年までトロント大学の建築学部で教鞭を執った。カナダの画家の中でも、作品が最も多く複製されていて、カナダ史を「視覚的再構築」した人物としても知られている。カナダの風景に特有なもの、カナダ史の背景にあるものに対して綿密な調査を行い、芸術的ナショナリズムの体現者でもあった。

## 画家としての活躍

### 本の刊行とアカデミーへの選出

ジェフリーズの手になる北アメリカの地図

20世紀の前半50年間に発行された、カナダやイギリスの公立学校やハイスクール向けの歴史の教科書は、ジェフリーズの正確な歴史の知識と、熟練した技法による絵や図表で彩られていた。1930年にトロント・スターから出版された『ドラマティック・エピソーズ・イン・カナダズ・ヒストリー』は、改訂、拡大を経て1934年にリアソン・プレスから再刊された。リアソンプレスでジェフリーズを担当していたローン・ピアースは、後に、全3巻から成る『ピクチャー・ギャラリー・オブ・カナディアン・ヒストリー』の出版にも携わった。この時は、ジェフリーズにとっても脂の乗った時期であり、また、ピアースの、編集者としての経歴の中でも、大きな仕事であった。
挿絵画家として以外にも、ジェフリーズは、カナダ史の専門誌カナディアン・ヒストリー・レビューに絵を描いたり、カナダ王立協会やカナダ連邦結成50周年の記念メダルをデザインしたりもした。また、彼の壁画は、カナダの最も価値のある三大建築物、ロイヤルオンタリオ博物館と、2つの一流ホテル、オタワのシャトー・ローリエ、シャルルボワのル・マノワール・リシュリューに展示されている。
また、文学と絵画双方への貢献により、カナダ王立アカデミーの正式会員に選出され、クイーンズ大学法学部から名誉博士号を授与された。ピアースによれば、モホークの集落である（現在のグランド川のカニエン・ケハカ・シックスネーションズ）「ブラントフォードのモホーク族の名誉族長に選ばれ、歴史のあるガレワガヨンという名を与えられた」。

### 独自の姿勢と歴史へのこだわり
ジェフリーズの成功は、彼の先を読める能力にもよるところが大きい。交渉のうまさ、そして、作品に対して、自ら管理することを重視する姿勢が、リアソン・プレスへの手紙に明記されており、編集者とどう折り合うかについて、そして自らの責任範囲について明言している。また、特に歴史的な作品は、衣装の持つ社会的な意味や、後世の思想なども描写され、単なる美術とは趣を異にしている
ジェフリーズが如何に過去の事物を再構築するか、それは彼のたゆまぬ調査によるものである。彼は歴史的なもの、異民族的なものの詳細の裏付となる絵や文章を探し求めた。戦争絵画や、入植地や、探検家によって開拓された土地なども調査し、友人たちは、彼の、昔のマスケット銃の引金や、靴のバックルへのこだわり、その他古い品物を集めていたことなどを述べている。サンドラ・キャンベルが指摘しているように、ジェフリーズの芸術と文章は、歴史と植民地主義の大事な記録なのである。

## 記念碑
トロントにある記念碑にはこう記されている。
作家であり、芸術家であり、歴史小説や歴史教科書の挿絵画家でもある。1879年、イギリスからカナダに移民した。トロント・アート・ステューデンツ・リーグで学んだ後、1892年にニューヨーク・ヘラルドでイラストレーターとして活躍するも、1900年にカナダに戻って、フリーの芸術家としてグローブやデイリー・スターのイラストを手掛ける。1911年から1939年まで、線画と絵画をトロント大学で講義する。風景画から歴史まで、カナダの様々な側面を描いたが、やはり一番よく知られているのは、3巻から成る『ピクチャー・ギャラリー・オブ・カナディアン・ヒストリー』に見られるような、緻密な線画である。—

## ギャラリー

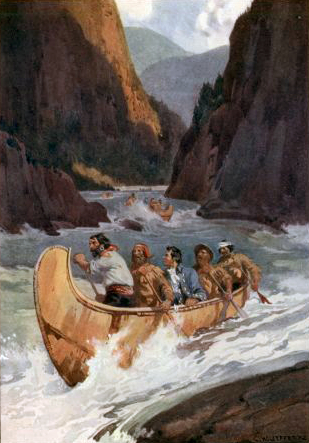
フレーザー川を下る毛皮交易のカヌー
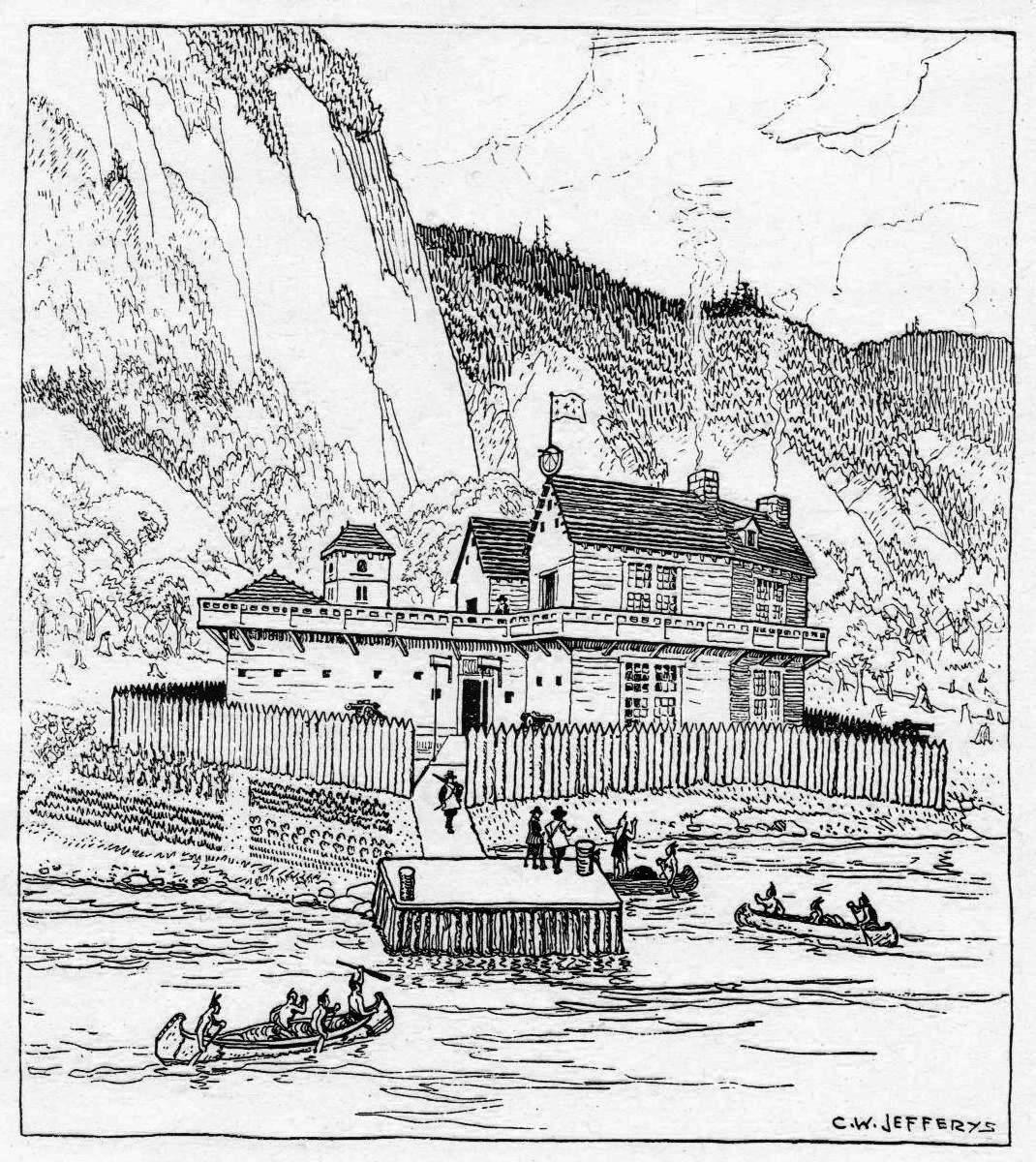
アビタシオン
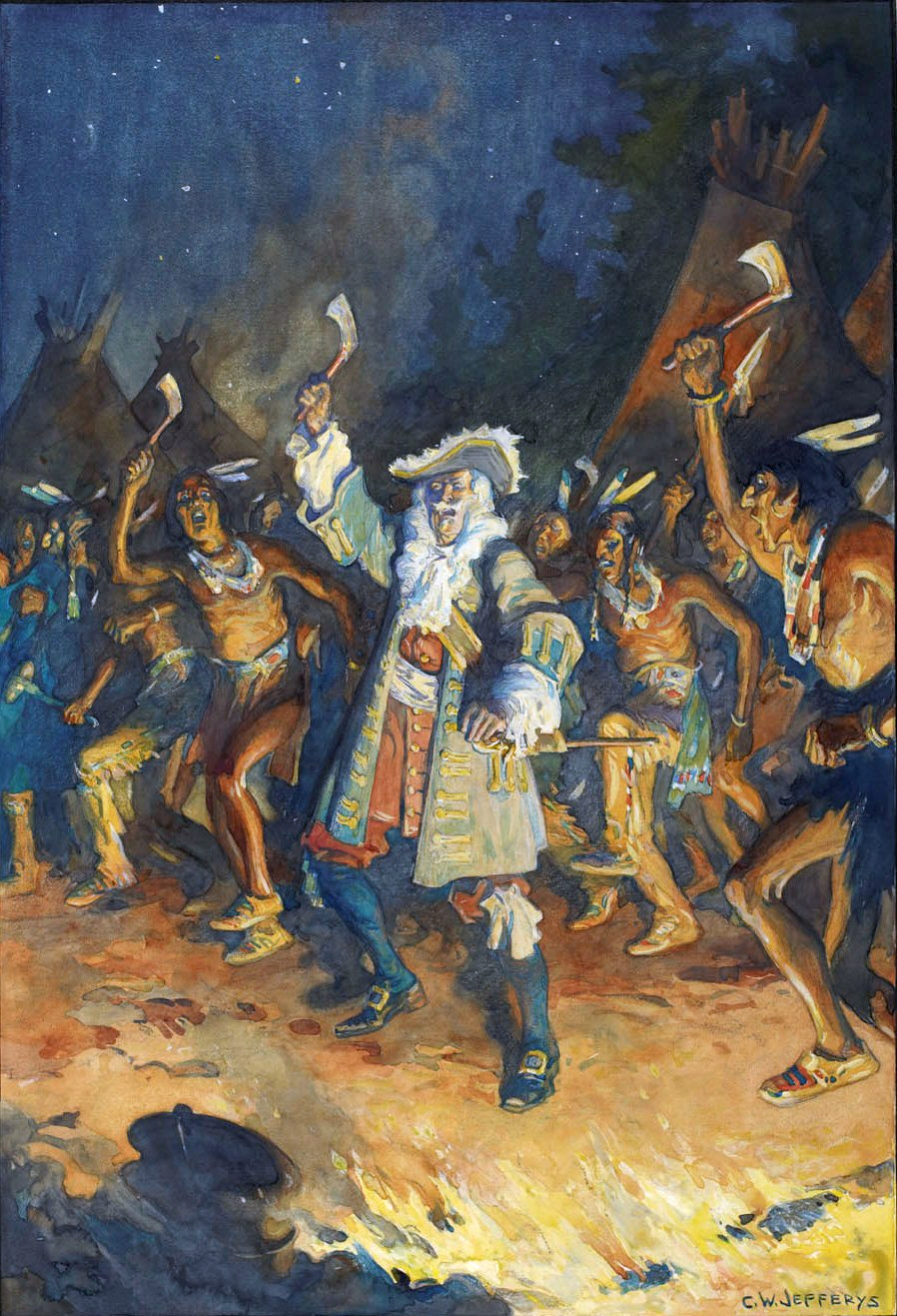
フロンテナック総督とインディアン
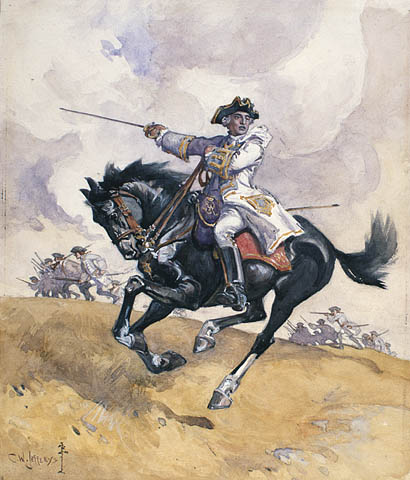
エイブラハム平原の戦いでのモンカルム将軍
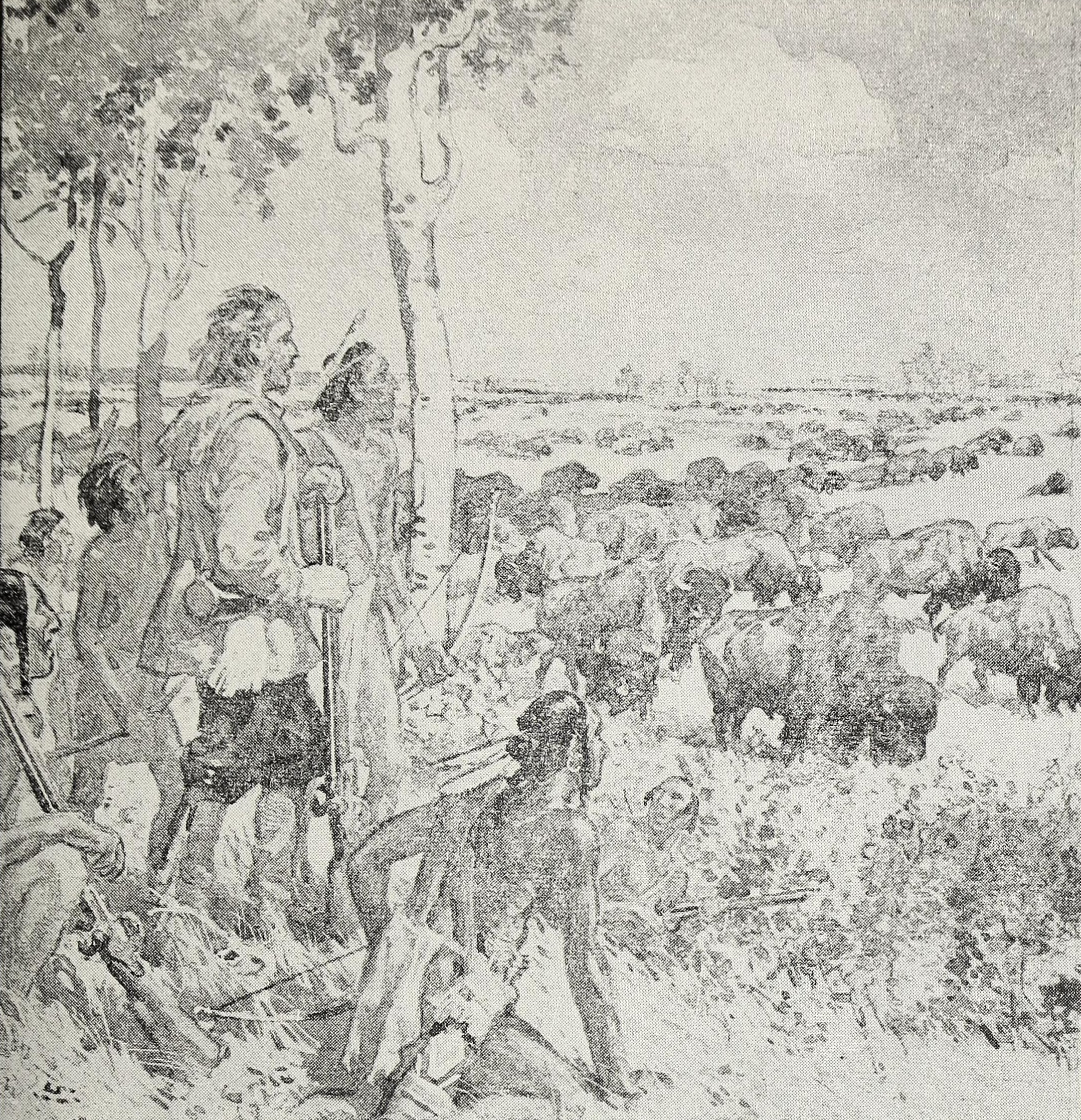
ヘンリー・ケリーと大平原のバファロー
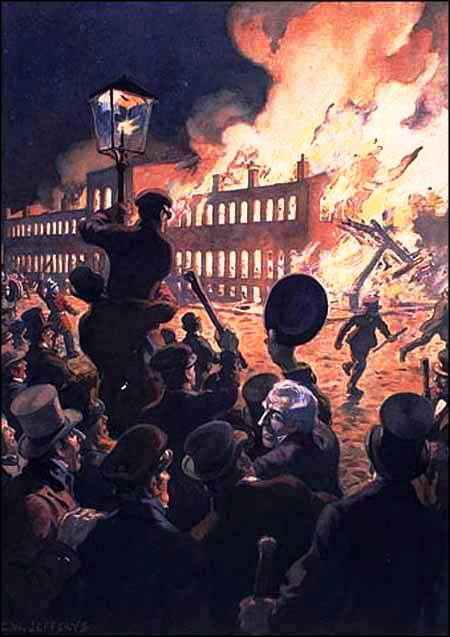
モントリオールの議事堂炎上（1849年）
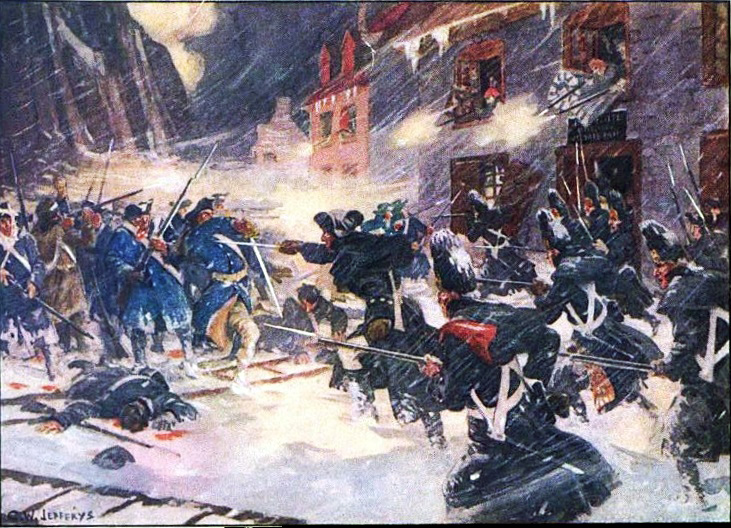
1775年のケベックの戦い